# Tristan d’Aure
Tristan d'Aure (mort début juillet 1475) est un ecclésiastique qui fut évêque de Couserans de 1444 à 1460, puis évêque d'Aire de 1460 à 1475.

## Biographie
Tristan d'Aure est le fils de Sanche-Garcie d'Aure, seigneur de Hautaget, et de Anne vicomtesse d'Aster. Il est apparenté à l'un de ces prédécesseur Jourdain d'Aure mais aussi à la famille royale de Navarre, son frère Jean Ier d'Aure ayant épousé une fille bâtarde de Gaston IV de Foix-Béarn.
Déjà pourvu de l'abbaye du Faget dans le diocèse d'Auch, il devient évêque de Couserans en 1444. Le 18 avril 1460, il est transféré sur le siège épiscopal d'Aire, il semble qu'il meure au début de juillet 1475, car son successeur Pierre de Foix le Jeune en est pourvu le 31 juillet 1475. Toutefois, selon certaines sources anciennes, il ne serait mort nonagénaire que le 30 octobre 1509.